# Mariana Mussi
Mariana Mussi dos Santos Infanti (Santos, 10 de novembro de 1983) é uma cineasta, diretora, produtora, roteirista, designer gráfico, e ativista brasileira. É conhecida principalmente pelo documentário Gordos não vão para o céu - Qual o poder de escolha de uma pessoa gorda?, lançado em 2023 pelo Estúdio Homies no Brasil, e pelo qual recebeu o troféu de “Melhor Direção” no festival Curta Santos 2023.

## Carreira
Em 2017 iniciou seus primeiros trabalhos enquanto realizadora e produtora audiovisual/cultural em Santos e São Paulo (Universidade Santa Cecília, Sesc Santos, Museu do Café, Senac da Lapa), incluindo instalações de arte conceitual ativista inclusiva, live cinema, cine imersão, narrativas imersivas, gamificação, 360º/VR.
Cursou Produção Multimídia na Universidade Santa Cecília, sendo seu trabalho de conclusão o documentário Gordos não vão para o céu - Qual o poder de escolha de uma pessoa gorda?. Logo no primeiro ano do curso, com a realização do documentário curta-metragem Um Metro e Meio e o curta-metragem O Bilhete, montou a produtora independente Estúdio Homies, acompanhada de seus amigos de curso.
No final de 2021, os integrantes do Estúdio Homies, e Mariana, expandiran o conteúdo da produtora. e passaram a ser credenciados de imprensa das principais convenções e feiras do país.
Em 2022 adentrou o Conselho Municipal de Cultura - Santos (CONCULT) no setor de Audiovisual e Multimeios. Em julho do mesmo ano, participou da organização e curadoria de filmes da "Festa do Cinema em Homenagem a Toninho Dantas e Virada de Filmes MABS" parte da programação do Porto Mundo Encontros Cinematográficos Conferência Unesco, uma parceria UNESCO, Prefeitura de Santos, Santos Criativa, MABS, SESC, Governo do Estado de São Paulo.
Em 2023 lançou seu documentário Gordos não vão para o céu na 14 edição da Mostra MABS, um dos 13 filmes contemplados e selecionados da mostra. Mesmo mês que o projeto de lei do “Dia da Luta Contra a Gordofobia”, desenvolvido com a vereadora Telma de Souza, foi aprovado na Câmara Municipal de Santos.
Em novembro de 2023, foi ao ar a sua participação na terceira temporada do programa Beleza GG do canal E! Entertainment Television. Também no mesmo mês, recebeu o troféu Maurice Lègeard Mostra Olhar Caiçara, categoria júri, de Melhor Direção na 21 edição do festival Curta Santos.